# Сату Ноу (Березени)
Ново село (рум. Satu Nou) насеље је у Румунији у округу Васлуј у општини Березени. Oпштина се налази на надморској висини од 28 m.

## Становништво
Према подацима из 2002. године у насељу је живело 1517 становника, од којих су сви румунске националности.